# Bitwa pod Cieplinami
Bitwa pod Cieplinami – bitwa stoczona 10 lutego 1863 roku pod Cieplinami, pomiędzy powstańcami styczniowymi a Rosjanami.

## Przed bitwą
Powstańcy przed bitwą rozbili obóz pod Cieplinami. Dzięki sprawnie działającemu wywiadowi powstańczemu, Polacy dowiedzieli się o zbliżających się siłach nieprzyjaciela w nocy z 9 na 10 lutego. W godzinach porannych 10 lutego 1863 roku oddział wymaszerował w kierunku zbliżających się z Żarowa Rosjan, jednak, po otrzymaniu wiadomości o nadchodzących siłach carskich, powstańcy cofnęli się do lasu.

## Liczebność sił powstańczych i rosyjskich
W bitwie wzięło udział około 400 powstańców podzielonych na cztery kompanie, pod dowództwem Kazimierza Mielęckiego. Polacy byli głównie uzbrojeni w kosy (ogólnie miało być ich 200) oraz myśliwskie dubeltówki, których liczbę ocenia się tylko na 60 sztuk.
Liczbę Rosjan i Kozaków z 5. sotni 31. Dońskiego Pułku, dowodzonych przez majora Nielidowa, ocenia się na około 500 ludzi.

## Bitwa
Bitwa zaczęła się około godziny 13:00 na polanie między Cieplinkami a lasem pod Stypinem. Polacy, po ponownym wyjściu z lasu, zostali zaatakowani przez Rosjan. Na powstańców natarły dwie roty w szyku zwartym oraz Kozacy, zajmujący pozycje na flankach. Nacierający oddali salwę, po której nastąpiła dalsza wymiana ognia. W końcu, pod przewodnictwem księdza, do ataku ruszyli kosynierzy. Ich natarcie spowodowało chwilowe cofnięcie się sił nieprzyjaciela. Po oddaniu ognia z flank kosynierzy wpadli w panikę i całość oddziału wycofała się pod osłonę zabudowań wsi Stypin. Rosjanie podzielili się na dwie grupy, z których pierwsza atakowała powstańców od południa, a druga część sił przeszła przez las i błotnisty wąwóz, oddzielający las od wsi, by zaatakować wieś od wschodu. Wobec patowej sytuacji Mielęcki zaatakował lewe skrzydło wroga, odrzucając przeciwnika do tyłu. Dalsze natarcie powstrzymał kozacki kontratak, ale zdobyty dzięki temu czas pozwolił na w miarę zorganizowane wycofanie się partii w kierunku Brdowa. Rosjanie, ze względu na straty, zmęczenie koni i ludzi, nie podjęli pościgu za wycofującymi się Polakami. Po zebraniu rannych i zdobyczy (m.in. 13 koni, około 200 kos, 21 strzelb, 7 pistoletów, 2 rosyjskich karabinów i jednej fuzji dragońskiej) Nielidow, ze swoimi żołnierzami, powrócił do Włocławka.

## Straty
W bitwie pod Cieplinami poległo przynajmniej 18 Polaków (Rosjanie podawali informację o nawet 160 zabitych). Zginęli m.in.: komisarz wojskowy województwa kaliskiego – Julian Wereszczyński, porucznik Juliusz Erlicki, Kazimierz Barciński, Józef Stępowski, Feliks Baliński, Gustaw Józefowicz, Kacper Schupp z Konina. Liczbę rannych ocenia się w podobnej ilości, co poległych powstańców. Rannym został m.in. telegrafista ze stacji w Kutnie – Zygmunt Korycki. Do niewoli trafiło czterech żołnierzy.
W bitwie rzekomo miało zginąć tylko trzech Rosjan, w tym dowódca 7. roty – kapitan Konstanty Jankowski, a rannych miało być 10 żołnierzy.

## Badania archeologiczne
W latach 2018 i 2019 poszukiwacze z Muzeum Okręgowego w Koninie i Wielkopolskiego Forum Eksploracyjno-Historycznego zbadali wykrywaczami metalu teren bitwy pod Cieplinami. Udało się odnaleźć kilkanaście guzików czy kilkadziesiąt pocisków i kul, a nawet pozostałości z czasów pogańskich: fragment sierpa brązowego kultury łużyckiej z epoki brązu oraz dwa krzemienne wiórowce z neolitu.

## Upamiętnienie
- W 1925 roku na grobie poległych powstańców pod Cieplinami, dzięki ofiarności społeczeństwa gminy Izbicy Kujawskiej, postawiono pomnik kamienny z orłem, emblematami kos i ze stylowym ogrodzeniem. Podczas II wojny światowej miejsce pamięci zostało zniszczone przez jednego z miejscowych niemieckich kolonistów. Po wojnie okoliczni rolnicy próbowali odbudować pomnik, jednak, z powodów politycznych, nie było to możliwe. Dopiero w 1983 roku powstał nowy pomnik ufundowany przez władze i społeczność gminy Babiak. W 2018 roku gruntownie wyremontowano konstrukcję oraz odsłonięto nową tablicę[1].
- W pobliżu Stypina znajdują się trzy kapliczki, według lokalnej tradycji, oznaczające miejsce pochówku powstańców, których ciała zostały znalezione w późniejszym czasie[1].
- Na cmentarzu w Bierzwiennej Długiej znajduje się mogiła, zawierająca ciała trzech Polaków zakłutych bagnetami w publicznej egzekucji po bitwie przez Rosjan[1].